# Мајзенхајм
Мајзенхајм (њем. Meisenheim) град је у њемачкој савезној држави Рајна-Палатинат. Једно је од 119 општинских средишта округа Бад Кројцнах. Према процјени из 2010. у граду је живјело 2.821 становника. Посједује регионалну шифру (AGS) 7133065.

## Географски и демографски подаци
Мајзенхајм се налази у савезној држави Рајна-Палатинат у округу Бад Кројцнах. Град се налази на надморској висини од 232 метра. Површина општине износи 10,3 km². У самом граду је, према процјени из 2010. године, живјело 2.821 становника. Просјечна густина становништва износи 273 становника/km².